# The Great Pretender (album Freddiego Mercury’ego)
The Great Pretender – wydany w 1992 roku w Stanach Zjednoczonych album zawierający solowe nagrania Freddiego Mercury’ego. Miał swoją premierę również w Polsce. Na rynku brytyjskim została wydana wersja pod nazwą The Freddie Mercury Album.
Oprócz innej kolejności utworów, w wersji amerykańskiej utwory „The Great Pretender” i „Love Kills” zastąpiono remiksami, a zamiast piosenki „Barcelona” umieszczono remiks „My Love Is Dangerous”.

## Lista utworów
1. „The Great Pretender” – 3:40
2. „Foolin’ Around” – 3:36
3. „Time” – 3:49
4. „Your Kind Of Lover” – 3:57
5. „Exercises In Free Love” – 3:57
6. „In My Defence” – 3:52
7. „Mr. Bad Guy” – 3:55
8. „Let’s Turn It On” – 3:45
9. „Living on My Own” – 3:39
10. „My Love Is Dangerous” – 3:38
11. „Love Kills” – 3:25

Ukazała się również wersja albumu z dodatkowym dwunastym utworem, którym była powtórzona i zmieniona piosenka „Living on My Own”.